# Joaquín Acosta
Tomás Joaquín de Acosta y Pérez de Guzmán, conocido como Joaquín Acosta (Guaduas, 29 de diciembre de 1800-Guaduas, 21 de febrero de 1852), fue un geólogo, historiador, político y militar neogranadino.

## Biografía
Su padre, José de Acosta, de origen español, llegó en 1761 al Nuevo Reino de Granada en búsqueda de un mejor porvenir. Se casó por primera vez en Honda y tiempo después enviudó. Sus segundas nupcias las tuvo con Soledad Pérez, hija de Buenaventura Pérez. La pareja se estableció en Guaduas. Allí José de Acosta donó terrenos para construir una Iglesia y una escuela. La pareja tuvo seis hijos de los cuales el menor llevó el nombre de Joaquín. En 1802 madre e hijos se trasladaron a vivir a Bogotá. Soledad quedó viuda un año después.
Joaquín Acosta ingresó a estudiar filosofía en el Colegio Mayor de Nuestra Señora del Rosario y luego inició estudios de natación y pintura los cuales abandonó, al integrarse en las fuerzas revolucionarias patriotas de Simón Bolívar en 1819 dirigiendo el batallón Cazadores en el Valle del Cauca y Chocó. En esta región, bajo órdenes del Coronel José María Cancino, fue enviado a la Isla de Providencia para informar al almirante Louis-Michel Aury de los sucesos ocurridos en el interior del país, negociar tratados y conseguir elementos para la guerra. Joaquín logró cumplir con las demandas solicitadas y durante el camino estudió a los indios del Golfo de Urabá y apuntó las sinuosidades del Río Atrato. Luego colaboró con la administración del gobernador del Chocó y regresó a Bogotá a finales de 1822, llamado por Francisco de Paula Santander, quien deseaba nombrarlo oficial de una de sus Secretarías de Gobierno.
Posteriormente el Gobierno le concedió licencia por dos años para viajar a Francia en 1825 y estudiar mineralogía, geología e ingeniería militar en l' École polytechnique. Salió de Bogotá el 11 de octubre, visitó Estados Unidos y junto a Vicente Roche llegó a París en febrero de 1826. Vivió durante cinco años en la capital francesa. El 2 de septiembre de 1830 se embarcó hacia Nueva York y en el buque trabó amistad con la familia Kemble y al llegar a la ciudad norteamericana concertó matrimonio con una de las hijas, con quien contrajo nupcias dos años después. Acosta permaneció en tierras estadounidenses hasta principios de diciembre cuando se embarcó hacia Cartagena de Indias. Luego de un largo y difícil viaje llegó a Guaduas a finales de marzo de 1831.
A principios de 1832 regresó a Nueva York, contrajo nupcias con Carolina Kemble y nombró como padrino a Francisco de Paula Santander y regresó con él, ya electo presidente de la República de la Nueva Granada En ese año fue nombrado Diputado suplente a la Convención constituyente y posteriormente se le nombró en el cargo de Ingeniero Director de caminos de Cundinamarca.
El 5 de mayo de 1833 nació su única hija, Soledad. Hizo parte de diversas comisiones para trazado de caminos, explotación de minas, observación de canales y medios de navegación comercial. En 1834 fue miembro de la Cámara de Provincia, y al año siguiente diputado al Congreso.
En junio de 1835 la Secretaría del Interior solicitó información acerca de los límites territoriales de la República y el número de habitantes, encargo que logró cumplir dando la cifra de 1.686.038. En ese mismo año fue nombrado redactor del Constitucional de Cundinamarca. Al aproximarse las elecciones presidenciales, se postularon los siguientes candidatos: José María Obando, que contaba con el apoyo del general Santander, Vicente Azuero y José Fernando Márquez, a quien Acosta decidió apoyar. Al no secundar el candidato de Santander, "las relaciones entre el General Santander y Acosta se resfriaron, pero nunca se cortó la amistad que los unía."
Desde noviembre de 1837 hasta 1839 ocupó el cargo de Ministro de la Nueva Granada en Ecuador y se instaló en el vecino país con su familia. Al regresar al país, dirigió el Observatorio Astronómico Nacional y el Museo Nacional y se hizo miembro fundador de la Academia Nacional. En el Congreso se opuso verbalmente, como luego lo haría con las armas, a la insurrección encabezada por el General Obando. En Cauca (Colombia) dirigió la artillería y la 2.º división contribuyendo a la victoria del Gobierno. Luego, en el cantón de La Plata, sometió al indio Ibito y por recomendación del Gobierno estudió la zona para el levantamiento de un camino de herradura entre el cantón de Popayán y la Plata.
En Bogotá se le nombró coronel y en abril de 1842 encargado de negocios con Estados Unidos, cargo que ocupó en Washington desde junio de ese año hasta inicio de 1843. Nuevamente en la capital del país se desempeñó en la Cámara de Representantes y después en el gabinete de Pedro Alcántara Herrán como Secretario de Relaciones Exteriores, cargo que atendió hasta el final de la administración. En1845, viajó a Europa para estudiar el Archivo General de Indias y luego se instaló en París para publicar en 1847 el mapa de la Nueva Granada, además de un texto sobre geología en la Nueva Granada, y al año siguiente su Compendio histórico del descubrimiento y colonización de la Nueva Granada. Asimismo, tradujo al español las memorias de Boussingault y una nueva edición del Semanario del Nuevo Reino de Granada de Caldas.
Regresó a su patria en 1848 y se instaló con su familia en Guaduas, su lugar de nacimiento. Desde 1850 el Gobierno le encargó comisiones científicas. En lo concerniente a la política no estuvo de acuerdo con la expulsión de los jesuitas y tampoco con la insurrección de Cundinamarca.
Falleció el 21 de febrero de 1852 debido a una infección que contrajo en el río Magdalena o en la exhumación del general José Acevedo desarrollando una fiebre letal como respuesta a la infección, probablemente bacteriana o parasitaria.
Parte de su biblioteca, 59 libros, forman parte de los fondos especiales de la Biblioteca Nacional de Colombia. Este fondo es relevante para los estudiosos de geografía, el Descubrimiento y la Conquista.

## Obras
- Del amor en el matrimonio. Traducción de Joaquín Acosta para el uso de la señorita Josefa Valencia de Azevedo (sin fecha).
- Mapa de la Nueva Granada (1847).
- Compendio histórico del descubrimiento y colonización de la Nueva Granada en el siglo décimo sexto (1848).
- Lecciones de jeología por el Coronel Joaquin Acosta (1850).
- El idioma chibcha, aborigen de Cundinamarca